# Języki buraryjskie
Języki buraryjskie albo barerańskie – mała rodzina językowa, skupiająca języki aborygeńskie, używane w północno-środkowej Australii.

## Klasyfikacja genetyczna
Na rodzinę składają się cztery daleko spokrewnione języki: 
- guragone (gorogone)
- burarra (barera)
- ndżebbana (dżibbana, gunawidżi, kunibidżi albo gombudż)
- nakkara

Językoznawca Nicholas Evans zaproponował nową rodzinę – języki makrogunwinyguskie, do której miałyby należeć również języki buraryjskie.